# Đường sắt Tháp Chàm – Đà Lạt
Đường sắt Tháp Chàm – Đà Lạt hay đường sắt Phan Rang – Đà Lạt là một tuyến đường sắt đã ngưng sử dụng, từng nối Đà Lạt với tuyến đường sắt Bắc Nam tại Tháp Chàm, gần Phan Rang, Ninh Thuận.

## Thi công
Bắt đầu được nghiên cứu từ năm 1898. Đường sắt được khởi công năm 1908 theo lệnh của toàn quyền Paul Doumer. Bắt đầu, thi công đoạn 38 km giữa Tháp Chàm và Xóm Gòn. Năm 1916 những chuyến xe lửa đầu tiên bắt đầu hoạt động mỗi tuần 2 chuyến. Năm 1917 được nối dài đến tận Sông Pha (Krông Pha) – dưới chân đèo Ngoạn Mục. Năm 1922, công ty thầu khoán châu Á tiến hành xây dựng đường sắt nối Sông Pha tới Trạm Hành – Đà Lạt. Năm 1928, thi công 10 km khó khăn nhất giữa Krông Pha và đèo Eo Gió (Bellevue) được hoàn thành. Bốn năm sau, vào năm 1932, đoạn Đran được hoàn thành, tuyến đường chính thức đi vào hoạt động. Tổng kinh phí xây dựng là 200 triệu Franc vào lúc bấy giờ.
| Km | Tên ga    | Địa điểm ngày nay                     | Độ cao             | Ghi chú                     | Bản đồ                                                      |
| 0  | Tháp Chàm | Phường Đô Vinh, Phan Rang – Tháp Chàm | 32 m (105 ft)      | Đi Đường sắt Bắc Nam        | bản đồ Lưu trữ ngày 10 tháng 1 năm 2013 tại Wayback Machine |
| 22 | Tân Mỹ    | Xã Mỹ Sơn, Ninh Sơn                   |                    | Nằm gần cầu sắt Tân Mỹ      | bản đồ Lưu trữ ngày 10 tháng 1 năm 2013 tại Wayback Machine |
| 41 | Sông Pha  | Xã Lâm Sơn, Ninh Sơn                  | 186 m (610 ft)     | Krongpha                    | bản đồ Lưu trữ ngày 10 tháng 1 năm 2013 tại Wayback Machine |
| 47 | Cà Bơ     | Xã Lâm Sơn, Ninh Sơn                  | 663 m (2.175 ft)   | K'Beu, tại Đèo Ngoạn Mục    | bản đồ Lưu trữ ngày 14 tháng 7 năm 2011 tại Wayback Machine |
| 51 | Eo Gió    | Thị trấn D'Ran, Đơn Dương             | 991 m (3.251 ft)   | Bellevue, tại Đèo Ngoạn Mục | bản đồ Lưu trữ ngày 14 tháng 7 năm 2011 tại Wayback Machine |
| 56 | Đơn Dương | Thị trấn D'Ran, Đơn Dương             | 1.016 m (3.333 ft) | Dran                        | bản đồ Lưu trữ ngày 10 tháng 1 năm 2013 tại Wayback Machine |
| 62 | Trạm Hành | Xã Trạm Hành, Đà Lạt                  | 1.514 m (4.967 ft) | Arbre Broyé                 | bản đồ Lưu trữ ngày 10 tháng 1 năm 2013 tại Wayback Machine |
| 66 | Cầu Đất   | Xã Xuân Trường, Đà Lạt                | 1.466 m (4.810 ft) | Entrerays                   | bản đồ Lưu trữ ngày 10 tháng 1 năm 2013 tại Wayback Machine |
| 72 | Đa Thọ    | Xã Xuân Thọ, Đà Lạt                   | 1.402 m (4.599 ft) |                             | bản đồ Lưu trữ ngày 10 tháng 1 năm 2013 tại Wayback Machine |
| 77 | Trại Mát  | Phường 11, Đà Lạt                     | 1.550 m (5.090 ft) |                             | bản đồ Lưu trữ ngày 10 tháng 1 năm 2013 tại Wayback Machine |
| 84 | Đà Lạt    | Phường 10, Đà Lạt                     | 1.488 m (4.882 ft) |                             | bản đồ Lưu trữ ngày 10 tháng 1 năm 2013 tại Wayback Machine |
|    |           |                                       |                    |                             |                                                             |

Ở khu vực Ninh Thuận, ngoài ga Tân Mỹ và ga Sông Pha ra thì còn có các ga nhỏ như : ga Lương Nhơn, ga Đồng Mé, ga Quảng Sơn và ga Xóm Gòn .

## Đặc điểm

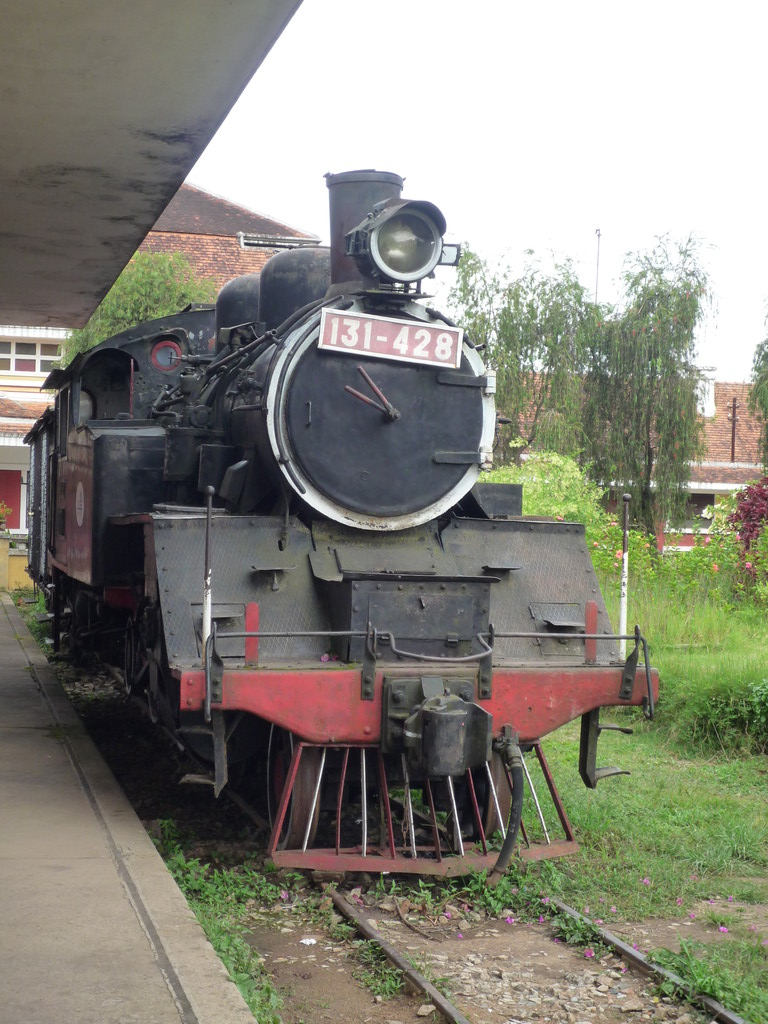
Một đầu máy hơi nước ở Ga Đà Lạt.

Để qua được đèo dốc người ta phải thiết kế những bánh răng cưa lắp thêm vào trong đầu máy. Tuyến đường có 16 km đường sắt răng cưa, vượt độ cao 1.500m trên mực nước biển với độ dốc thường xuyên 12%. Vượt qua 5 hầm, có hầm dài đến 600m và nhiều cầu xe lửa khác. Đường sắt được vận hành bằng 11 đầu máy hơi nước hiệu Fuka của Thuỵ Sĩ.
Nhà ga Đà Lạt được xây dựng và hoàn thành vào năm 1938. Một nhà ga đẹp, kiến trúc từ thời Pháp thuộc gần như còn nguyên vẹn với ba mái vút cao xuất phát từ ý tưởng của hai kiến trúc sư người Pháp là Moncet và Revéron mô phỏng ngọn núi Lang Biang. Xưa mỗi ngày có hai đôi tàu chạy tuyến Đà Lạt – Nha Trang, Đà Lạt – Sài Gòn với ba toa khách, một toa tàu hàng và ngược lại. Hành khách bao giờ cũng đông với phần lớn là người Pháp và quan chức người Việt. Nếu đi từ Sài Gòn sẽ mất khoảng nửa ngày để đến Đà Lạt.

## Bỏ phế và xoá sổ
Tuyến đường sắt đã bị ngưng từ năm 1972 do chiến sự ác liệt ở miền Nam khiến vận chuyển đường sắt gặp khó khăn.
Giữa năm 1975, khi đất nước thống nhất, đường sắt được vận hành trở lại nhưng chỉ chạy được đúng 7 chuyến từ Đà Lạt đến cầu Tân Mỹ (Ninh Sơn) thì bị ngưng lại vì không hiệu quả kinh tế.
Năm 1986, Liên hiệp Đường sắt Việt Nam đã cho công nhân tháo ray và tà vẹt để phục vụ sửa chữa Đường sắt Thống Nhất. Phần còn lại bị bán làm sắt vụn dần dần từ những năm 1980 đến 2004, khi cầu đường sắt Đ'ran bị tháo dỡ để bán sắt vụn.

## Đề án khôi phục
Bộ Giao thông Vận tải và UBND tỉnh Lâm Đồng từng thống nhất cho khôi phục lại tuyến đường sắt này trên cơ sở các thông số của tuyến đường cũ được người Pháp xây dựng ở thế kỷ trước. Với tổng số vốn dự kiến là 5.000-7.000 tỷ đồng, nhưng đã không thực hiện được. 
Mới đây nhất, Công ty CP Thương mại - Dịch vụ khách sạn Bạch Đằng đề xuất khôi phục tuyến đường sắt Tháp Chàm - Đà Lạt với kinh phí hơn 17.000 tỷ đồng theo hình thức đầu tư PPP. Theo tư vấn lập nghiên cứu dự án - Công ty CP Tư vấn thiết kế GTVT phía Nam (TEDI South), đây sẽ là đường đơn khổ 1.000mm; tốc độ thiết kế trên đoạn đường bằng là 60km/giờ, đoạn núi khi qua đường sắt răng cưa là 30km/giờ. Tuyến được khôi phục dựa trên cơ sở tuyến đường sắt cũ, có điều chỉnh để giảm độ dốc, với khoảng 15-17 ga, qua 5 hầm xuyên núi. Tuyến đường này sẽ kết nối với tuyến đường sắt Bắc - Nam khổ 1.000mm hiện hữu tại ga Tháp Chàm. Tuy nhiên cho đến nay, mọi ý tưởng vẫn còn đang nằm trên giấy. 
Dự kiến tuyến đường sắt sẽ đi qua huyện Đam Rông, Lâm Đồng (ga Đạ Tông) rồi đi lên Thành phố Buôn Mê Thuột để kết nối với tuyến đường sắt Tuy Hòa - Buôn Mê Thuột .